# David Di Michele
David Di Michele, né le 6 janvier 1976 à Guidonia Montecelio, est un footballeur italien.
Il a évolué au poste de milieu offensif avant de devenir entraineur.

## Carrière joueur
- 1993-1996 :  Lodigiani
- 1996-1998 :  Foggia
- 1998-2001 :  Salernitana
- 2001-jan. 2006 :  Udinese
  - 2002-2004 :  Reggina (prêt)
- jan. 2006-2007 :  Palerme
- 2007-2012 :  Torino
  - 2008-2009 :  West Ham United (prêt)
  - fév. 2010-2012 :  US Lecce (prêt)
- 2012-jan. 2013 :  Chievo Verone[1]
- jan. 2013-2015 :  Reggina
- 2015-oct. 2015 :  Lupa Roma

## Palmarès
- Champion de Serie B en 2010 avec l'US Lecce

## Carrière entraineur
- avr. 2016-oct. 2016 :  Lupa Roma
- depuis nov.2016 :  Lupa Roma